# Campeonato Capixaba de Futebol Feminino de 2013
O Campeonato Capixaba Feminino de 2013 foi a quarta edição do campeonato de futebol feminino do Estado do Espírito Santo. A competição foi organizada pela Federação de Futebol do Estado do Espírito Santo (FES). Com início em 24 de março e término em 25 de maio, contando com apenas quatro equipes.
O Comercial conquista o bicampeonato invicto.

## Regulamento
Na Primeira Fase as equipes jogam entre si em dois turno e returno, classificando-se as duas melhores equipes para a Fase Final em dois jogos com mando de campo da segunda partida do melhor classificado. O time campeão disputa com o campeão da Copa Espírito Santo a Copa dos Campeões do Espírito Santo para definir o participante na Copa do Brasil de Futebol Feminino de 2014.

### Critérios de desempate
Os critérios de desempate serão aplicados na seguinte ordem para cada fase:
Primeira Fase
1. Maior número de vitórias
2. Maior saldo de gols
3. Maior número de gols pró (marcados)
4. Confronto direto
5. Menor número de cartões vermelhos
6. Menor número de cartões amarelos
7. Sorteio

Finais
1. Maior saldo de gols nos dois jogos
2. Cobrança de pênaltis

## Participantes
| Clube        | Cidade     | Títulos (último) |
| ------------ | ---------- | ---------------- |
| Comercial    | Castelo    | 1 (2012)         |
| Jardinense   | Vila Velha | 0 (não possui)   |
| Projeto SELC | Serra      | 0 (não possui)   |
| Vila Nova-ES | Vila Velha | 1 (2010)         |

## Primeira Fase
| Pos | Times        | Pts | J | V | E | D | GP | GC | SG  | Classificação          |
| --- | ------------ | --- | - | - | - | - | -- | -- | --- | ---------------------- |
| 1   | Comercial    | 13  | 5 | 4 | 1 | 0 | 19 | 6  | 13  | Classificado às Finais |
| 2   | Projeto SELC | 10  | 6 | 3 | 1 | 2 | 25 | 8  | 17  | Classificado às Finais |
| 3   | Vila Nova-ES | 9   | 6 | 3 | 0 | 3 | 15 | 18 | -3  |                        |
| 4   | Jardinense   | 0   | 5 | 0 | 0 | 5 | 5  | 32 | -27 |                        |

Obs.:

- A FES cancelou o jogo entre Jardinense e Comercial válida pela sexta e última rodada.[4]

### Resultados
Primeira rodada
| 05 de maio | Vila Nova FC | 1 – 4 | Comercial | Campo Ilha dos Bentos, Vila Velha |
| 15:00      |              |       |           |                                   |

| 24 de março | Jardinense FC | 0 – 8 | SELC | SESI de Cobilândia, Vila Velha |
| 15:00       |               |       |      |                                |

Segunda rodada
| 31 de março | Jardinense FC | 4 – 6 | Vila Nova FC | SESI de Cobilândia, Vila Velha |
| 15:00       |               |       |              |                                |

| 31 de março | SELC | 0 – 1 | Comercial | Manoel Plaza, Serra |
| 15:00       |      |       |           |                     |

Terceira rodada
| 14 de abril | Vila Nova FC | 3 – 2 | SELC | Campo Ilha dos Bentos, Vila Velha |
| 15:00       |              |       |      |                                   |

| 13 de abril | Comercial | 5 – 1 | Jardinense | Independência, Castelo |
| 15:00       |           |       |            |                        |

Quarta rodada
| 20 de abril | Comercial | 6 – 1 | Vila Nova FC | Independência, Castelo |
| 15:00       |           |       |              |                        |

| 21 de abril | SELC | 10 – 0 | Jardinense FC | Manoel Plaza, Serra |
| 15:00       |      |        |               |                     |

Quinta rodada
| 28 de abril | Vila Nova FC | 3 – 0 | Jardinense FC | Campo Ilha dos Bentos, Vila Velha |
| 15:00       |              |       |               |                                   |

| 27 de abril | Comercial | 3 – 3 | SELC | Independência, Castelo |
| 15:00       |           |       |      |                        |

Sexta rodada
| 12 de maio | SELC | 2 – 1 | Vila Nova FC | Manoel Plaza, Serra |
| 15:00      |      |       |              |                     |

| - | Jardinense | –              | Comercial |  |
|   |            | Jogo Cancelado |           |  |

## Finais
| 19 de maio | Projeto SELC | 1 – 1     | Comercial | Estádio Robertão, Serra |
| 15:00      |              | Relatório |           |                         |

| 25 de maio | Comercial | 3 – 0     | Projeto SELC | Estádio Independência, Castelo |
| 15:00      |           | Relatório |              |                                |

## Premiação
| Campeonato Capixaba Feminino de 2013 |
| Castelo                              |
| ------------------------------------ |
| Comercial Campeão (2º título)        |